# Motorola XOOM
Motorola XOOM — первый планшет компании Motorola, а также первый планшет на операционной системе Google Android 3.0 Honeycomb. Впервые был показан 5 января 2011 года на CES 2011. Версия Xoom, продаваемая Verizon стала первым планшетом с ОС Android 3.1.
Версия с поддержкой 3G была представлена в феврале 2011, с поддержкой WiFi — в марте 2011.
Дата релиза: 17 февраля 2011 года (начальная стоимость 700 $)
Планшет был назван Лучшим устройством выставки CES 2011 («Best of the CES»)

## Технические характеристики
- Процессор: Nvidia Tegra 2 1 ГГц
- Оперативная память: 1 Гб LPDDR2
- Экран: 10.1", 1280x800 (150 PPI), емкостный
- Операционная система: Google Android 3.0 Honeycomb
- Связь и интерфейсы: WiFi 2.4 Ггц и 5 ГГц (a/b/g/n), Bluetooth 2.1+EDR+HID, microUSB, 3G (UMTS/HSDPA), HDMI
- Накопитель: 32 Гб
- Камеры:

Основная: 5 Мп со светодиодной вспышкой
Фронтальная: 2 Мп
- Время работы: в режиме воспроизведения видео 10 часов
- Аккумулятор 6500 mAh
- Дополнительные технологии: акселерометр, цифровой компас, гироскоп, датчик освещенности
- Размеры: 249.1х167.8х12.9 мм
- Вес: 730 г